# دنيس مورتيمر
دنيس مورتيمر (بالإنجليزية: Dennis Mortimer)‏ مواليد 5 أبريل 1952 في ليفربول، هو لاعب كرة قدم إنجليزي دولي سابق كان يلعب كلاعب وسط. لعب خلال مسيرته 590 مباراة سجل خلالها 47 هدفاً.

## مرحلة الشباب

### أندية لعب لها
- كوفنتري سيتي

## المسيرة الاحترافية

### أندية لعب لها
- كوفنتري سيتي
- أستون فيلا
- نادي برايتون أند هوف ألبيون
- برمنغهام سيتي

## روابط خارجية
- دنيس مورتيمر على موقع الاتحاد الأوربي (الإنجليزية)
- دنيس مورتيمر على موقع قاعدة بيانات كرة القدم.إي يو (الإنجليزية)
- دنيس مورتيمر على موقع Soccerbase.com (لاعب) (الإنجليزية)
- دنيس مورتيمر على موقع عالم كرة القدم.نت (الإنجليزية)